# Formania
Formania je monotipski rod glavočika smješten u vlastiti podtribus Formaniinae, dio tribusa Astereae.. Jedina vrsta je F. mekongensis iz južne središnje Kine (z. Sichuan i sz. Yunnan).